# International Association for the Study of Popular Music
Die International Association for the Study of Popular Music (kurz IASPM) ist eine wissenschaftliche Gesellschaft für Popularmusikforschung. Sie wurde 1981 gegründet.
Das Ziel der IASPM ist die Förderung der Popularmusikforschung weltweit. Dazu organisiert sie regelmäßige internationale Konferenzen, gibt Zeitschriften heraus und unterstützt Forschungsprojekte. Sie sieht sich als interprofessionell und interdisziplinär. Das Institut für populäre Musik der Universität Liverpool ist seit 2002 der Standort der Organisation und pflegt ihr Archiv. Die IASPM ist ein internationales Netzwerk und hat auch einen deutschsprachigen Zweig (IASPM D-A-CH), der 2013 gegründet wurde.

## Belege
1. ↑  Institute of Popular Music – Department of Music. University of Liverpool, abgerufen am 23. Februar 2023 (englisch).
2. ↑  Mission Statement. IASPM D-A-CH, abgerufen am 23. Februar 2023.